# Materiał paliworodny

Transmutacje między ^{238}Pu a ^{244}Cm w LWR. Szybkość transmutacji różni się w zależności od nuklidu, wartości procentowe odnoszą się do transmutacji i rozpadu

Materiał paliworodny - materiał zawierający jądra atomowe, które nie ulegają wymuszonemu rozszczepieniu przez powolne neutrony, ale w wyniku pochłaniania neutronów przekształcają się w nuklidy rozszczepialne.
Materiały paliworodne, które występują naturalnie i mogą zostać przekształcone w materiał rozszczepialny przez promieniowanie neutronowe w reaktorze jądrowym są:
- tor-232 – ulega przekształceniu w rozszczepialny uran-233,
- uran-234 – ulega przekształceniu w rozszczepialny uran-235,
- uran-238 – ulega przekształceniu w rozszczepialny pluton-239.

Sztuczne izotopy pierwiastków powstające w rdzeniu reaktora jądrowego, które mogą być przekształcone w materiał rozszczepialny przez pojedynczy wychwyt neutronu obejmują:
- pluton-238 – ulega przekształceniu w rozszczepialny pluton-239,
- pluton-240 – ulega przekształceniu w rozszczepialny pluton-241.

Niektóre inne aktynowce wymagają absorpcji więcej niż jednego neutronu by stać się nuklidem rozszczepialnym, by zaszły kolejne wychwyty neutronu czas życia jąder pośrednich musi być odpowiednio długi:
- pluton-242 → ameryk-243 → kiur-244 → kiur-245
- uran-236 → neptun-237 → pluton-238 → pluton-239
- ameryk-241 → kiur-242 → kiur-243 (bardziej prawdopodobnie, kiur-242 rozpada się na pluton-238, który również wymaga pochłonięcia dodatkowego neutronu aby stać się nuklidem rozszczepialnym).

Jako że proces ten wymaga 3 lub 4 neutronów termicznych do wytworzenia i ewentualnego rozszczepienia, zaś samo rozszczepienie neutronem termicznym generuje jedynie 2 do 3 neutronów, nuklidy te reprezentują netto ubytek neutronów. W reaktorze prędkim mogą one wymagać mniej neutronów do osiągnięcia rozszczepienia jak również produkować więcej neutronów kiedy ulegają rozszczepieniu.
W typowym reaktorze termicznym pracującym na lekko wzbogaconym uranie, ilość rozszczepień pochodzących od produktów przemian nierozszczepialnego uranu 238 jest większa niż od jąder rozszczepialnych znajdujących się świeżym paliwie.
Reaktor prędki, tzn. taki z niewielką ilością lub bez moderatora neutronów i za tym pracujący na neutronach prędkich może być używany jako reaktor powielający, produkujący więcej materiału rozszczepialnego niż sam zużywa, poprzez użycie materiału rodnego umieszczonego wokół rdzenia lub zawartego w specjalnych prętach paliwowych. Jako że pluton-238, pluton-240 i pluton-242 są materiałami rodnymi, nagromadzenie ich oraz innych nierozszczepialnych nuklidów stanowi mniejszy problem niż w reaktorach termicznych, które nie mogą ich wydajnie 'spalać'. Reaktory powielające używające neutronów termicznych są praktyczne w użyciu jedynie przy korzystaniu z torowego cyklu paliwowego, gdyż uran-233 ulega rozszczepieniu przez neutrony termiczne o wiele wydajniej niż pluton-239.